# Mèlia (nimfa)
Segons la mitologia grega, Mèlia (en grec antic Μελία), va ser una nimfa, filla d'Oceà i de Tetis.
De les seues relacions amb Apol·lo nasqueren Ismeni i Tèner. Rebia culte al temple d'Apol·lo Ismenos, prop de Tebes. Donà nom a una font que hi havia en aquella ciutat. La mateixa Mèlia, o potser una altra també filla d'Oceà, estava casada amb el riu Ínac i li donà tres fills, Egialeu, Fegeu i Foroneu.